# Antilliaanse elenia
De Antilliaanse elenia (Elaenia fallax) is een zangvogel uit de familie Tyrannidae (tirannen). 

## Verspreiding en leefgebied
Deze soort komt voor op Jamaica en Hispaniola en telt twee ondersoorten:
- E. f. fallax: Jamaica.
- E. f. cherriei: Hispaniola.

## Status
De grootte van de populatie is niet gekwantificeerd maar de soort wordt omschreven als vrij algemeen. Op de Rode lijst van de IUCN heeft deze soort de status niet bedreigd.